# Doomsword
A Doomsword olasz doom metal/viking metal/heavy metal zenekar. 1997-ben alakult Varese városában. Zenéjükben ezt a három stílust egyesítik. Szövegeik olyan témákkal rendelkeznek, mint az ősi történelem, fantasy irodalom és az európai mitológia.

## Tagok
- Deathmaster - ének
- Geilt - basszusgitár
- WrathLord - dob
- The Ancient - gitár

## Korábbi tagok
- Sacred Heart - gitár
- The Autarch - gitár
- Nidhoggr - basszusgitár
- The Forger - gitár
- Guardian Angel - gitár
- Guardian Angel II - gitár, dob
- Nightcomer - ének
- Dark Omen - basszusgitár
- Soldier of Fortune - basszusgitár

## Diszkográfia
- Sacred Metal (demó, 1997)
- Doomsword (album, 1999)
- Resound the Horn (album, 2002)
- Let Battle Commence (album, 2003)
- My Name Will Live On (album, 2007)
- The Eternal Battle (album, 2011)